# Listă de conducători de stat din 1948
1944 - 1945 - 1946 - 1947 - 1948 - 1949 - 1950 - 1951 - 1952
Aceasta este o listă a conducătorilor de stat din anul 1948:

## Europa
- Albania: Omer Nishani (președinte, 1946-1953)
- Anglia: George al VI-lea (rege din dinastia Windsor, 1936-1952)
- Austria: Karl Renner (președinte, 1945-1950)
- Belgia: Charles de Flandra (regent, 1944-1950)
- Bulgaria: Mincio Neiciev (președinte, 1947-1950)
- Cehoslovacia: Edvard Benes (președinte, 1935-1938, 1940-1948) și Klement Gottwald (președinte, 1948-1953)
- Danemarca: Frederik al IX-lea (rege din dinastia de Glucksburg, 1947-1972)
- Elveția: Enrico Celio (președinte, 1943, 1948)
- Finlanda: Juho Kusti Paasikivi (președinte, 1946-1956)
- Franța: Vincent Auriol (președinte, 1947-1954)
- Grecia: Paul (rege din dinastia Glucksburg, 1947-1964)
- Irlanda: Sean Thomas O Ceallaigh (O'Kelly) (președinte, 1945-1959)
- Islanda: Sveinn Bjornsson (președinte, 1944-1952)
- Italia: Enrico De Nicola (președinte, 1946-1948) și Luigi Einaudi (președinte, 1948-1955)
- Iugoslavia: Ivan Ribar (președinte, 1945-1953)
- Liechtenstein: Franz Josef al II-lea (principe, 1938-1989)
- Luxemburg: Charlotte (mare ducesă din dinastia de Nassau, 1919-1964)
- Monaco: Louis al II-lea (principe, 1922-1949)
- Norvegia: Haakon al VII-lea (rege din dinastia de Glucksburg, 1905-1957)
- Olanda: Wilhelmina (regină din dinastia de Orania-Nassau, 1890-1948) și Iuliana (regină din dinastia de Orania-Nassau, 1948-1980)
- Polonia: Boleslaw Bierut (președinte, 1947-1952)
- Portugalia: Antonio Oscar de Fragoso Carmona (președinte, 1928-1951)
- România: Constantin I. Parhon (președinte, 1947-1952)
- Spania: Francisco Franco Bahamonde (președinte, 1936-1975)
- Statul papal: Pius al XII-lea (papă, 1939-1958)
- Suedia: Gustav al V-lea (rege din dinastia Bernadotte, 1907-1950)
- Turcia: Ismet Inonu (președinte, 1938-1950)
- Ungaria: Zoltan Tildy (președinte, 1946-1948) și Arpad Szakasits (președinte, 1948-1950)
- Uniunea Sovietică: Nikolai Mihailovici Șvernik (președinte, 1946-1953)

## Africa
- Africa de sud: Gideon Brand van Zyl (guvernator general, 1946-1950)
- Așanti: Prempeh al II-lea (așanteșene, 1931-1970)
- Barotse: Imwiko Lewanika (litunga, 1945-1948) și Mwanawina al III-lea (litunga, 1948-1968)
- Benin: Akenzua al II-lea (obba, 1933-1978)
- Buganda: Mutesa al II-lea (Edward William Frederick David Walugembe Mutehi Luwangula) (kabaka, 1939-1953, 1955-1966)
- Bunyoro: Winyi al IV-lea (Tito Gafabusa) (mukama din dinastia Bito, 1924-1967)
- Burundi: Mwambutsa al IV-lea Baciricenge (mwami din a patra dinastie, 1915-1966)
- Egipt: Faruk (rege, 1936-1952)
- Ethiopia: Ras Tafari Kadamawi (Haile Selassie I) (împărat, 1930-1974)
- Kanem-Bornu: Umar Sanda Kiyarimi (șeic din dinastia Kanembu, 1937-1969)
- Lesotho: Moshoeshoe al II-lea (Constantine Bereng Seeiso) (rege, 1940-1990, 1995-1996)
- Liberia: William Vacanarat Shadrach Tubman (președinte, 1943/1944-1971)
- Maroc: Sidi Mohammed ibn Youssef (Mohammed al V-lea) (sultan din dinastia Alaouită, 1927-1961)
- Oyo: Adeniran (rege, 1945-1956)
- Rwanda: Mutara al III-lea Rudahigwa (Charles) (rege, 1931-1959)
- Swaziland: Sobhuza al II-lea (Mona) (rege din clanul Ngwane, 1899-1982)
- Tunisia: Muhammad al VIII-lea ibn Muhammad (VI) al-Amin (bey din dinastia Husseinizilor, 1943-1957; suveran, din 1956)
- Zanzibar: Halifa ibn Harrub (sultan din dinastia Bu Said, 1911-1960)

## Asia

### Orientul Apropiat
- Afghanistan: Muhammad Zahir Șah (rege din dinastia Barakzay, 1933-1973)
- Arabia Saudită: Abd al-Aziz al II-lea ibn Abd ar-Rahman ibn Saud (emir, 1902-1953; sultan, din 1917; rege, din 1932)
- Bahrain: Salman al II-lea ibn Hamad (emir din dinastia al-Khalifah, 1942-1961)
- Iordania: Abd Allah (emir, 1921-1951; rege, din 1946)
- Irak: Faisal al II-lea (rege din dinastia Hașemită, 1939-1958)
- Iran: Mohammad Reza Pahlavi Aryamehr (șah din dinastia Pahlavi, 1941-1979; șahinșah, din 1967)
- Israel: Chaim Weizmann (președinte, 1948-1952)
- Kuwait: Ahmad ibn Jabir (II) (emir din dinastia as-Sabbah, 1921-1950)
- Liban: Bișara al-Khoury (președinte, 1943-1952)
- Oman: Said ibn Taimur (emir din dinastia Bu Said, 1932-1970)
- Qatar: Abdullah ibn Kasim (emir din dinastia at-Thani, 1913-1949)
- Pakistan: Muhammad Ali Jinnah Kaid-I-Azam (guvernator general, 1947-1948) și Khawaja Nazimuddin (președinte, 1948-1951)
- Siria: Șukri al-Kuwwatli (președinte, 1943-1949)
- Turcia: Ismet Inonu (președinte, 1938-1950)
- Yemen, statul Sanaa: al-Mutauakkil ala-l-lah Yahya ibn Muhammad (imam, 1904-1948; rege, din 1918) și an-Nasir Ahmad li-d-din (rege, 1948-1962)

### Orientul Îndepărtat
- Bhutan: Jigme Wang-chuk (rege din dinastia Wang-Chuk, 1926-1952)
- Birmania: Saw Șwe Thaik (Sawbwa) (președinte, 1948-1952)
- Brunei: Ahmad Taj ad-Din (sultan, 1924-1950)
- Cambodgea: Preah Bat Samdech Preah Norodom Sihanuk Varman Reach Harivong Uphato Sucheat Visothipong Akamohaborasrat Nikarodom Thammik Mohareachea-thireach Baromaneat Baromabopit Preah Chau Krung Kampuchea Thippadey (rege, 1941-1955)
- China: Jiang Jieshi (Jiang Zhongsheng) (președinte, 1928-1931, 1943-1949)
- Coreea de nord: Kim Bong Han (Kim Doo-bong) (președinte, 1948-1957)
- Coreea de sud: Li Sîn Man (Yi Song-man, Syngman Rhee) (președinte, 1948-1960)
- Filipine: Manuel A. Roxas (președinte, 1946-1948) și Elpidio Quirino (președinte, 1948-1953)
- India: Șri Chakravarti Rajagopalachari (guvernator general, 1947-1950)
- Indonezia: Ahmed Sukarno (președinte, 1945/1949-1967)
- Japonia: Hirohito (împărat, 1926-1989)
- Laos: Som Dak Phra Chao Sisavang Vong (rege, 1945-1959; anterior, rege în Laosul superior, 1904-1945)
- Maldive: Abdul-Majid Didi (sultan, 1945-1952)
- Mataram (Jogjakarta): Abd ar-Rahman Amangkubowono al IX-lea (Hamanku Buwono, Senepati Injatigo Abd ar-Rahman Saiydi Pandogorno Halifa) (sultan, 1940-1949)
- Mataram (Surakarta): Pakubuwono al XII-lea (sultan, 1945-1949)
- Mongolia: Goncighiin Bumatende (președinte, 1940-1953)
- Nepal, statul Gurkha: Tribhuvana Bir Bikram Jang Bahadur Șah Bahadur Șamșir Jang Deva (rege, 1911-1950, 1951-1955)
- Sri Lanka: Henry Monk-Mason Moore (guvernator general, 1948-1949)
- Thailanda, statul Ayutthaya: Pra Paramindra Maha Bhumibol Adulyadej (Rama al IX-lea) (rege din dinastia Chakri, din 1946)
- Tibet: Ngag-dbang bLo-bzang bsTan-dsin rgya-mtsho (dPa-bo Dongrub) (dalai lama, din 1939)
- Tibet: Panchen bLo-bzang P'rin-las lHun-grub Ch'os-kyi rgyal-mtshan (Choskyi Gyaltsen) (panchen lama, din 1940)
- Uniunea Sovietică: Nikolai Mihailovici Șvernik (președinte, 1946-1953)
- Vietnam, statul Annam: Ho Și Min (Nguyen Ai Quoc) (președinte, 1945-1969)

## America
- Argentina: Juan Domingo Peron (președinte, 1946-1955)
- Bolivia: Jose Enrique Hertzog Garaizabal (președinte, 1947-1949)
- Brazilia: Eurico Gaspar Dutra (președinte, 1946-1951)
- Canada: Harold Rupert Leofric George Alexander (guvernator general, 1946-1952)
- Chile: Gabriel Gonzales Videla (președinte, 1946-1952)
- Columbia: Mariano Ospina Perez (președinte, 1945-1949)
- Costa Rica: Teodoro Picado Michalski (președinte, 1944-1948) și Santos Leon Herrera (președinte, 1948)
- Cuba: Ramon Grau San Martin (președinte, 1933-1934, 1944-1948) și Carlos Prio Socarras (președinte, 1948-1952)
- Republica Dominicană: Rafael Leonidas Trujillo y Molina (președinte, 1930-1938, 1942-1952)
- Ecuador: Carlos Julio Aresemena Tola (președinte, 1947-1948, 1961-1963) și Galo Plaza Lasso (președinte, 1948-1952)
- El Salvador: Salvador Castaneda Castro (președinte, 1945-1948)
- Guatemala: Juan Jose Arevalo Bermejo (președinte, 1945-1951)
- Haiti: Dumarsais Estime (președinte, 1946-1950)
- Honduras: Tiburcio Carias Andino (președinte, 1933-1948)
- Mexic: Miguel Aleman (președinte, 1946-1952)
- Nicaragua: Victor Manuel Roman y Reyes (președinte, 1947-1950)
- Panama: Enrique Adolfo Jimenez (președinte, 1945-1948) și Domingo Diaz Arosemena (președinte, 1948-1949)
- Paraguay: Higinio Morinigo (președinte, 1940-1948), Juan Manuel Frutos (președinte, 1948) și Juan Natalicio Gonzalez (președinte, 1948-1949)
- Peru: Jose Luis Bustamante y Rivero (președinte, 1945-1948)
- Statele Unite ale Americii: Harry S. Truman (președinte, 1945-1953)
- Uruguay: Luis Conrado Battle y Berres (președinte, 1947-1951)
- Venezuela: Romulo Gallegos (președinte, 1945-1948)

## Oceania
- Australia: William John Mackell (guvernator general, 1947-1953)
- Noua Zeelandă: Bernard Cyril Freyberg (guvernator general, 1946-1952)
- Tonga: Salote Tupou a III-a (regină, 1918-1965)